# Alden Sanborn
Alden Reamer "Zeke" Sanborn, född 22 maj 1899 i Jefferson, död 1 december 1991 i Charlotte Hall, var en amerikansk roddare.
Sanborn blev olympisk guldmedaljör i åtta med styrman vid sommarspelen 1920 i Antwerpen.